# Yoichiro Kakitani
Yoichiro Kakitani (Osaka, 3 de janeiro de 1990), é um ex-futebolista japonês que atuava como atacante. Foi convocado para a Copa do Mundo FIFA de 2014.

## Carreira
Kakitani começou a carreira no Cerezo Osaka, em 2006.

## Títulos
Japão
- Campeonato Asiático de Futebol Sub-16: 2006
- EAFF East Asian Cup: 2013

Cerezo Osaka
- Copa da J-League : 2017
- Copa do Imperador : 2017

Basel
- Swiss Super League: 2014–15, 2015–16

Nagoya Grampus
- Copa da Liga Japonesa: 2021

Individual
- AFC U-17 Championship Most Valuable Player: 2006
- EAFF East Asian Cup Top Scorer: 2013
- J. League Division 1 Player of the Month: May 2013